# Arvid Hellström
Johan Arvid Constantin Hellström, född 31 maj 1896 i Göteborg, död 14 november 1962, var en svensk präst.

## Biografi
Arvid Hellström blev teologie kandidat 1922 och vikarierade i Solberga församling 1923–1927 samt i Torslanda församling 1927–1928. Därefter valdes han till Öckerö församlings förste kyrkoherde (1928) och blev sedermera kontraktsprost i Älvsyssels södra kontrakt. Bland övriga uppdrag märks landstingsman (1931–1934), ordförande i Solberga, Jörlanda och Hålta skolråd (1923–1927), Öckerö kyrkoråd från 1927 och kyrkofullmäktige från 1932, samt ordförande i Öckerö kommunalfullmäktige 1935–1946. Arvid Hellström var också ledamot av barnavårdsnämnden. Han reste i Tyskland och tilldelades Tyska Röda Korsets hederstecken (Ehrenzeichen des Deutschen Roten Kreuzes) samt den finländska medaljen Pro benignitate humana.
Hellström var känd som en stor predikant. Valda predikningar finns utgivna i Guds ord till öarnas folk (1986, Erene Bok & musik). Begravningen skedde med biskop Bo Giertz som officiant.
Under Arvid Hellströms tid som kyrkoherde renoverades den gamla medeltidskyrkan (Öckerö gamla kyrka), och två nya kyrkor, Hönö kyrka på Hönö 1934 och Björkö kyrka på Björkö 1957, och sex församlingshem uppfördes, allt detta i stort sett på frivillig väg.
Hellström deltog den 28 september 1940 på Coldinuordens restaurang i det konstituerande sammanträdet för föreningen "Sällskapet för kulturell och social upplysning". Det mycket neutrala föreningsnamnet till trots innehöll föreningens stadgar och program punkter som
- "att i det dagliga livet bland vänner och bekanta sprida upplysning och förståelse för de nationalsocialistiska frågorna samt värva anhängare för vår stora uppgift"
- att verka för "djupt samarbete mellan Sverige och de totalitärt styrda staterna på det politiska, sociala och kulturella området"

Vid detta möte bereddes tillträde för de som undertecknat en särskild ansökan och därefter fått sig tillsänt ett medlemskort stämplat med hakkorset. Vid mötet visades under 2½ timme uteslutande tyska filmer, vilket föranledde poliskammaren att till polisåklagaren översända en rapport med anmodan att väcka åtal mot anordnaren rederitjänstemannen Carl Johan Torin för olaga filmförevisning.

## Familj
Arvid Hellström var son till Johan August Hellström och Anna Christina Hellström (född Persdotter). Han gifte sig 1935 med lärarinnan Gertrud Andrea Larsson. Tillsammans fick de barnen Jan Arvid Hellström (1941–1994, biskop i Växjö stift, professor i kyrko- och samfundsvetenskap vid Uppsala universitet, författare och psalmförfattare), Gisela Hellström (född 1943, präst i Karlstad stift, församlingsassistent i Styrsö församling samt inom Svenska kyrkan i utlandet), Catharina Hellström (född 1945, socionom, gift Rudelius) och Staffan Hellström (född 1946, socionom).